# Las Carreritas (Pilas)

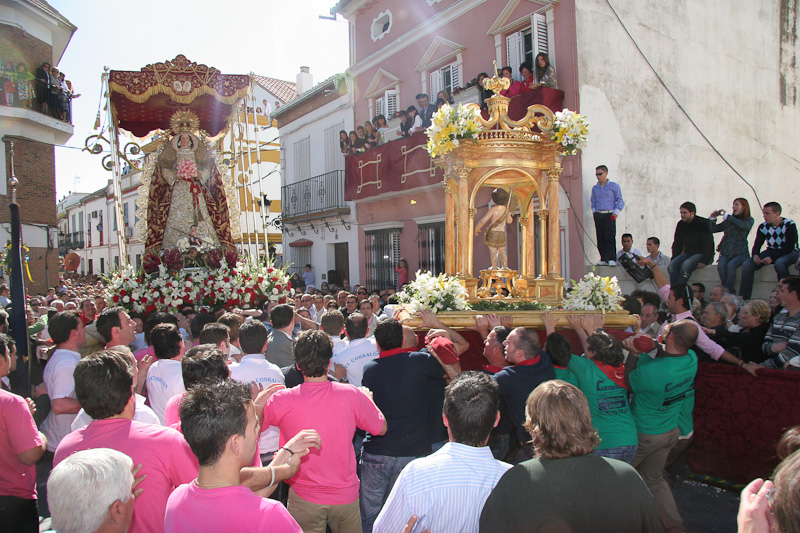
Las Carreritas

"Las Carreritas", fiesta conmemorativa de la Resurrección de Jesús, tiene lugar el Domingo de Resurrección en la localidad de Pilas (Sevilla). Representa un encuentro entre la Virgen de Belén y Jesús Resucitado, que tiene lugar en la Plaza Mayor del pueblo. Son representados mediante dos pasos, que corren (de ahí el nombre de la fiesta) a encontrarse entre el júbilo popular.

## Orígenes de la Fiesta
Antiguamente, esta fiesta arrancaba con algunos actos que tenían lugar el Sábado Santo (entonces denominado Sábado de Gloria).
Por la mañana (en torno a las diez), se celebraba una Solemne Función de Resurrección, denominada el "Rompevelo". El altar era recubierto previamente con una gran cortina (o velo) de color morado, que se descorría para simbolizar la Resurrección. Tras ello, se desencadenaba el lanzamiento de cohetes, repicar de campanas y la iluminación de zonas de la Iglesia que, durante la Semana Santa, habían estado en penumbras.
A esta ceremonia eucarística le seguía un acto típico en muchos pueblos de España y del mundo: la del Judas Quema de Judas, un momento para el desahogo popular por la traición a Jesucristo. En la céntrica Plaza del Cabildo, se colgaba un muñeco de trapo, que representaba a Judas, que era quemado y pisoteado, a modo de venganza popular.
Al caer la tarde, se producía el traslado de la figura del Dulce Nombre de Jesús (conocido como "Niño Dios"), desde la Ermita de Belén hasta la Iglesia Parroquial. Este corto recorrido adquiría gran importancia, dado que durante el mismo se procedía a la puja de los cuatro mangos del paso. Los ganadores de la misma adquirían el derecho de llevar el paso durante la fiesta central de "Las Carreritas"
El Domingo de Resurrección tenía una agenda más similar a la actual (que se describe con más detalle en el siguiente apartado). La Virgen de Belén era la primera en salir, cuando aún era de noche. Las pujas para llevar este paso se producían entonces, a lo largo de la procesión que la llevaba a la Plaza Mayor, lugar de celebración de la Fiesta. Durante el trayecto, a través de calles engalanadas y alegría popular, se repartían las típicas garrapiñadas, todo un símbolo de este gran día.
El paso del "Niño Dios", de menor tamaño, no salía hasta que la Virgen no llegaba a la Plaza, llevado a hombros por los ganadores de la puja que había tenido lugar la tarde anterior.
En la Plaza Mayor se producía el momento central de la fiesta. En el lado sur de la Plaza Mayor, ambos pasos se situaban frente a frente y corrían a encontrarse entre el júbilo de los allí presentes.
Tras este momento central de la Fiesta, se sucedían varios actos a lo largo del día, los cuales siguen celebrándose en la actualidad.
A continuación de Las Carreritas, los dos pasos eran llevados a la Iglesia Parroquial, donde tenía lugar la Misa de Resurrección.
Ya por la tarde, la Virgen de Belén salía en procesión hacia su templo, recorriendo las calles Amelia de Vilallonga, Plaza Mayor, Pineda y Ermita de Belén, un recorrido mucho más directo que el actual.
A ello le seguía la rifa de los claveles que habían acompañado a la Virgen en su palio.
Para terminar la Fiesta, el lanzamiento de fuegos artificiales en la Plaza de Belén, que culmina un día de celebraciones por la Resurrección de Jesús. Este espectáculo viene produciéndose al menos desde finales del siglo XIX, a tenor de los archivos de la Hermandad de la Vera-Cruz.
El lunes siguiente, era tradicional que los más jóvenes madrugaran para ir a la Plaza de Belén a quemar los restos de fuegos artificiales que no habían ardido. De hecho, este lunes se ha conocido como el "Lunes de Estopines"

## La Fiesta en la actualidad
Al igual que muchas celebraciones religiosas similares, la Fiesta de Las Carreritas sufrió un importante cambio a raíz de las reformas litúrgicas impulsadas por Pío XII en 1956 y por el Concilio Vaticano II (1962-1965). Tras ellas, el Sábado de Gloria pasó a ser Sábado Santo, recuperándose la celebración del Triduo Sacro: el Jueves Santo se conmemoraba la Eucaristía, el Viernes la Pasión de Jesucristo, y el Sábado se conmemoraba a Cristo Muerto en el Sepulcro y, especialmente, el Entierro de Cristo y la Soledad de María.
Por este motivo, se hubieron de suprimir los actos gloriosos que tenían lugar el Sábado Santo (el "Rompevelo", la Quema de Judas y el traslado del "Niño Dios"). Estos quedan reducidos en la actualidad a una breve celebración que tiene lugar en la noche del Sábado Santo en cada templo, donde se exponen los pasos que van a participar en la mañana siguiente en la Fiesta de "Las Carreritas". Es tradicional, especialmente en la Ermita, que surjan gritos de júbilo a la Virgen de Belén, como representación de la alegría cristiana que supone la Resurrección.
La Fiesta de Las Carreritas también ha sufrido un retraso en su hora de celebración. Los pasos salen a la puerta de sus templos en torno a las 7 de la mañana, y comienzan las pujas por los cuatro mangos (también los del "Niño Dios", que ya no se pujan en la tarde del Sábado). Una banda de música toca "diana" mientras tanto para despertar al pueblo en su día grande.
Los pasos salen lentamente hacia la engalanada Plaza Mayor, mientras las pujas continúan, de forma que quien sube la oferta por un mango releva a su portador. Al llegar a la Plaza, ya repleta de un animoso público vestido con sus mejores galas, se cierran las pujas y se prepara la fiesta, que suele comenzar alrededor de las 11 de la mañana.

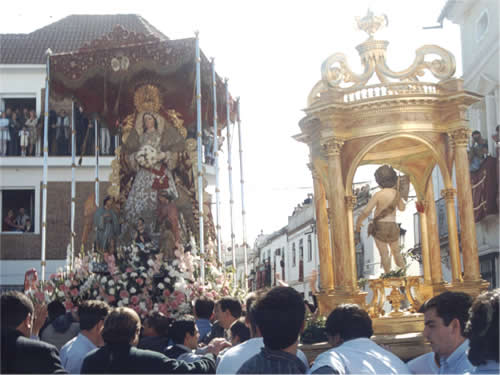
Encuentro entre ambos pasos, tras una de las carreras.

Los dos pasos se sitúan frente a frente. En la mitad del trayecto que los separa, se colocan los estandartes de las dos Hermandades encargadas de los pasos: la Hermandad de Belén Archivado el 7 de marzo de 2021 en Wayback Machine. y la Hermandad de la Soledad. Cuando éstos son inclinados ligeramente, se les da la señal a los pasos para que comience la "carrerita": ambos pasos corren a encontrarse, en un acto que supone una especie de abrazo simbólico entre la Virgen y su Hijo resucitado. Es típico que el público comente cuál ha llegado antes (a modo de competición).
Estas carreras se repiten de la misma forma, unas 7 u 8 veces. Tras ello, ambos pasos se dirigen a la Iglesia Parroquial, en la cual tiene lugar, como antiguamente, una multitudinaria Misa de Resurrección, presidida por la Virgen de Belén, que permanecerá en ese templo hasta la tarde.
En torno a las 6 de la tarde, la Virgen de Belén sale en procesión gloriosa por el pueblo, atravesando las calles Amelia de Vilallonga, María Auxiliadora, Tartessos, Don Juan II, San Fernando, Cabo Anguas, Avenida Pío XII, Nuestra Señora de Fátima, Luis de Medina, Plaza Mayor y Pineda, para llegar a su Ermita, donde tiene lugar la rifa de los claveles que han donado empresas y particulares de Pilas. Especial expectación suele despertar el ramo que la Virgen ha portado en sus manos.
El lanzamiento final de fuegos artificiales, entre las 11 y las 12 de la noche, pone punto final al día más especial de la Semana Santa pileña. 
El "lunes de estopines" sigue teniendo un significado especial, siendo considerado fiesta local en el municipio.

## Las Carreritas: Fiesta de Interés Turístico Nacional de Andalucía
Las Carreritas fueron declaradas Fiesta de Interés Turístico Nacional de Andalucía, mediante Resolución de 9 de diciembre de 1998 de la Dirección General de Fomento y Promoción Turística de la Consejería de Turismo y Deporte de la Junta de Andalucía, en la que se afirma que "ha quedado suficientemente acreditado de la documentación presentada por el Ayuntamiento de Pilas (Sevilla) que en la Fiesta de las Carreritas de dicha localidad existen caracteres de antigüedad en su celebración, originalidad y diversidad de actos que suponen manifestación de valores propios y de tradición popular de interés turístico".

## Enlaces
- RESOLUCIÓN de 9 de diciembre de 1998, de la Dirección General de Fomento y Promoción Turística, por la que se hace pública la declaración de Fiesta de Interés Turístico Nacional de Andalucía a la Fiesta de Las Carreritas de Pilas (Sevilla).
- Web oficial de la Hermandad de la Soledad de Pilas

- Datos: Q5400462
- Multimedia: Las Carreritas / Q5400462